# 沃尔多蛤属
沃尔多蛤属（學名：Waldo）為帘蛤目鼬眼蛤總科鼬眼蛤科之下的一個屬，模式種是Lepton parasiticum Dall, 1876。本屬物種均為在海洋生活的小型蛤類，與海膽共生。目前本屬物種基本只在南大西洋和南冰洋海域發現，就只有Waldo arthuri在東北部太平洋海域發現。

## 物種
本屬有五個物種，分別如下：
- Waldo arthuri Valentich-Scott, Ó Foighil, & Li, 2013[2]
- Waldo digitatus Zelaya & Ituarte, 2013[3][4]
- Waldo parasiticus (Dall, 1876)
- Waldo paucitentaculatus Zelaya & Ituarte, 2013[3][4]
- Waldo trapezialis Zelaya & Ituarte, 2002 [5]

## 外部連結
维基共享资源上的相關多媒體資源：Waldo